# Чень Лінь (стрибунка у воду)
Чень Лінь (1 січня 1970) — китайська стрибунка у воду.
Чемпіонка світу з водних видів спорту 1986 року.